# Takashige Matsumoto
Takashige Matsumoto (松本隆重?, Matsumoto Takashige; Hiroshima, 23 settembre 1908 – Osaka, 8 marzo 2001) è stato un pallanuotista giapponese.
Ha fatto parte del Giappone che ha partecipato alle Olimpiadi di Los Angeles 1932.